# Coppa Intercontinentale 1973 (pallacanestro)
La Coppa intercontinentale di pallacanestro del 1973 si è giocata in Brasile, a San Paolo, ed è stata vinta dalla Pallacanestro Varese.

## Formula
Parteciparono la Pallacanestro Varese e la Jukoplastica Spalato in rappresentanza dell'Europa, la squadra di casa BC Sirio ed i portoricani del Vaqueros de Bayamon per il Sudamerica ed il Lexington Marathon Oil per la lega statunitense NABL. Come per l'edizione precedente si disputa un girone a turno unico.

## Risultati

### Partite
2 maggio 1973
| Pall. Varese | 94–66 | Vaq. de Bayamón |
| Sírio        | 96–75 | Jugoplastika    |

3 maggio 1973
| Sírio           | 103–93 | Lexington Marathon Oil |
| Vaq. de Bayamón | 84–76  | Jugoplastika           |

4 maggio 1973
| Pall. Varese    | 92–78 | Jugoplastika           |
| Vaq. de Bayamón | 80–76 | Lexington Marathon Oil |

5 maggio 1973
| Pall. Varese    | 104–89 | Lexington Marathon Oil |
| Vaq. de Bayamón | 92–89  | Sírio                  |

6 maggio 1973
| Jugoplastika | 102–84 | Lexington Marathon Oil |
| Sírio        | 81–74  | Pall. Varese           |

### Classifica finale
|    | Squadra                | Gioc. | V | P | PF  | PS  | Punti |
| -- | ---------------------- | ----- | - | - | --- | --- | ----- |
| 1. | Pall. Varese           | 4     | 3 | 1 | 364 | 314 | 6     |
| 2. | Sírio                  | 4     | 3 | 1 | 369 | 334 | 6     |
| 3. | Vaq. de Bayamón        | 4     | 3 | 1 | 322 | 335 | 6     |
| 4. | Jugoplastika           | 4     | 1 | 3 | 331 | 356 | 2     |
| 5. | Lexington Marathon Oil | 4     | 0 | 4 | 342 | 389 | 0     |

| Coppa Intercontinentale 1973   |
| ------------------------------ |
| Pallacanestro Varese 3º titolo |

## Formazione vincitrice

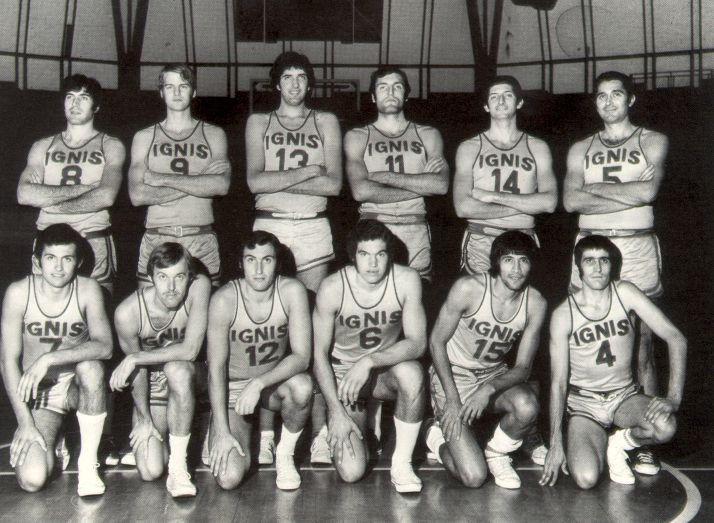
La formazione dell'Ignis Varese

| N° | Naz.                   | Ruolo | Sportivo          |  | Alt. |  |
| -- | ---------------------- | ----- | ----------------- |  | ---- |  |
| 4  | Italia (bandiera)      | P     | Edoardo Rusconi   |  |      |  |
| 5  | Italia (bandiera)      | C     | Ottorino Flaborea |  |      |  |
| 6  | Italia (bandiera)      | A     | Franco Bartolucci |  |      |  |
| 7  | Italia (bandiera)      | A     | Giorgio Chiarini  |  |      |  |
| 8  | Italia (bandiera)      | GA    | Marino Zanatta    |  |      |  |
| 9  | Stati Uniti (bandiera) | A     | Bob Morse         |  |      |  |
| 10 | Italia (bandiera)      | P     | Aldo Ossola       |  |      |  |
| 11 | Italia (bandiera)      | C     | Dino Meneghin     |  |      |  |
| 12 | Italia (bandiera)      | A     | Paolo Polzot      |  |      |  |
| 13 | Italia (bandiera)      | A     | Massimo Lucarelli |  |      |  |
| 14 | Italia (bandiera)      | AG    | Ivan Bisson       |  |      |  |
| 15 | Messico (bandiera)     | AP    | Manuel Raga       |  |      |  |
|    | Italia (bandiera)      | A     | Paolo Vittori     |  |      |  |
|    | Jugoslavia (bandiera)  | All.  | Aza Nikolić       |  |      |  |